# Dinosaur Comics
Dinosaur Comics é um webcomic (ou quadrinho on-line), criado pelo canadense Ryan North. Também conhecido como "Qwantz" (em referência ao domínio do site onde é hospedado: qwantz.com), o webcomic está on-line desde 11 de fevereiro de 2003, e é atualizado quase diariamente.
Todos os quadrinhos têm exatamente o mesmo desenho, apresentando variações apenas nos diálogos. Tendo continuidade entre quadrinhos sequentes, ou encerrando histórias em uma única tira, o webcomic aborda, de forma cômica e inteligente, desde assuntos cotidianos das relações sociais até questionamentos filosóficos sobre o Universo, a Existência, a Felicidade e etc.